# 10430 Martschmidt
10430 Martschmidt è un asteroide della fascia principale. Scoperto nel 1960, presenta un'orbita caratterizzata da un semiasse maggiore pari a 2,7416031 UA e da un'eccentricità di 0,0947181, inclinata di 2,74477° rispetto all'eclittica.